# Opisthoxia cluana
Opisthoxia cluana là một loài bướm đêm trong họ Geometridae.